# Liste der Könige von Schweden
Die nachfolgende Liste nennt die Könige von Schweden in chronologischer Reihenfolge, gegliedert nach den jeweiligen Adelshäusern.
Vor den hier genannten Königen, deren Existenz größtenteils historisch belegbar ist, gab es eine Reihe anderer Königsgeschlechter, die als Sagenkönige zusammengefasst werden.

## Ynglinger
|  | Name (Lebensdaten)                                               | Regierungszeit | Anmerkungen |
|  | ---------------------------------------------------------------- | -------------- | --- |
|  | Erik VIII., „der Siegesfrohe“ (Segersäll) (* etwa 945; † um 995) | um 970–995     | König der Svear und um 992/93 auch König von Dänemark. Erik regierte wahrscheinlich bis 975 gemeinsam mit seinem Bruder Olof II. Vielleicht war er der erste König, der über das gesamte Gebiet des mittelalterlichen Schweden herrschte, evtl. gelang dies aber auch erst seinem Sohn. |
|  | Olof III. Skötkonung (* um 980; † um 1022)                       | um 995–1022    | Sohn Eriks VIII. Er trat zum Christentum über, gründete das erste schwedische Bistum und ließ die ersten schwedischen Münzen prägen. 1022 wurde er als gesamtschwedischer König abgesetzt.                                                                                              |
|  | Anund Jakob „Köhler“ (Kolbränna) (* 1000; † 1050)                | um 1022–1050   | Sohn Olof III. Skötkonungs. Führte erfolglos Krieg gegen Dänemark und England. |
|  | Emund „der Alte“ (den gamle) († um 1060)                         | um 1050–1060   | Unehelicher Sohn Olof III. Skötkonungs. Mit ihm erlosch das Geschlecht der Ynglinger. |

## Stenkil-Geschlecht
| | Name (Lebensdaten)                                           | Regierungszeit | Anmerkungen |
| --- | ------------------------------------------------------------ | -------------- | --- |
| | Stenkil Ragnvaldsson (* um 1028; † um 1066)                  | um 1060–1066   | Schwiegersohn Emunds des Alten. |
| Um 1066/67 herrschten blutige Thronstreitigkeiten zwischen zwei Kontrahenten namens Erik, von denen einer wahrscheinlich ein Sohn Stenkils war. Beide kamen in den Kämpfen ums Leben. |                                                              |                | |
| | Halsten † spätestens 1081                                    | 1067–1070      | Möglicherweise auch 1079–1081 |
| | Anund Gårdske                                                | um 1070–1075   | Anund stammte aus der Kiewer Rus, vielleicht war er identisch mit Inge I. Wegen seiner ablehnenden Haltung gegen die heidnische Religion wurde er abgesetzt. |
| | Haakon „der Rote“ (Haakon Röde) (* um 1040; † unbekannt)     | um 1070–1079   | Vermutlich ein Stiefsohn Stenkils. Er ist der erste schwedische Herrscher, der auf einem zeitgenössischen Dokument als König bezeichnet wird. |
| | Inge I., „der Ältere“ (den äldre) (* unbekannt; † nach 1101) | um 1080–1084   | Sohn Stenkils. Er war ein gläubiger Christ; da er sich weigerte, den heidnischen Göttern zu opfern, wurde er abgesetzt. Möglicherweise zu Beginn der 1080er Jahre nicht in Svealand anerkannt. |
| | „Opfer“-Sven (Blot-Sven) (* um 1050; † um 1087)              | um 1084–1087   | Sohn oder Schwager Haakon Rödes, von Inge I. getötet. Vielleicht auch nur Saga-König. |
| | Inge I., „der Ältere“ (den äldre)                            | um 1087–1105   | 1087 stürzte Inge, der in Västergötland immer noch als König akzeptiert wurde, Opfer-Sven und zerstörte den heidnischen Tempel von Uppsala. Nach dem baldigen Tod von Svens Sohn Erik konnte er seine Macht festigen und das Christentum setzte sich in Schweden endgültig durch. 1101 konnte er mit Norwegen und Dänemark einen dauerhaften Friedensvertrag aushandeln. |
| | Philipp († 1118)                                             | um 1105–1118   | Sohn von Sovad. Zeitweilig regierte er gemeinsam mit seinem Bruder Inge II. |
| | Inge II., „der Jüngere“ (den yngre)                          | um 1110–1125   | Sohn von Sovad. Über seine Regierungszeit ist nur wenig bekannt. |
| | Ragnvald knaphövde                                           | um 1125–1130   | Vielleicht ein Sohn Inges I. Er wurde von den Svear als König anerkannt, jedoch bei seiner Ankunft in Västergötland von den Gauten erschlagen, die ihrerseits Magnus den Starken zum König gekrönt hatten. |
| | Magnus „der Starke“ (den starke) (* 1107; † 4. Juni 1134)    | um 1125–1130   | Prinz von Dänemark und Enkel Inges I. Von den Westgauten gewählt, aber nicht als König eingesetzt. Möglicherweise wurde er von Sverker I. aus Schweden vertrieben. |

## Sverker-undEriksgeschlecht
|  | Name (Lebensdaten)                                                                              | Regierungszeit | Anmerkungen |
|  | ----------------------------------------------------------------------------------------------- | -------------- | --- |
|  | Sverker I., „der Ältere“ (den äldre) († vermutlich 25. Dezember 1156)                           | 1130–1156      | Haus Sverker. Über Sverkers Herkunft und seine Regierungszeit ist nur wenig bekannt. Seine Politik verhalf Schweden zu größerer Stabilität und Stärke. |
|  | Erik IX., „der Heilige“ (den helige) (* um 1120; † vermutlich 18. Mai 1160)                     | 1156–1160      | Haus Erik. Seine Herkunft ist ebenfalls unsicher. Seit 1150 war er König in Uppland, ab 1156 dann in ganz Schweden. Er brach den letzten heidnischen Widerstand in Schweden und führte einen Kreuzzug in Finnland.                                                                                             |
|  | Magnus Henriksson († 1161)                                                                      | 1160–1161      | Haus Stenkil. Urenkel Inges I., wahrscheinlich ein kurzzeitiger Usurpator. Er wurde von Karl VII. getötet. |
|  | Karl VII. (Karl Sverkersson) († 12. April 1167)                                                 | 1161–1167      | Haus Sverker. Sohn Sverkers I. Wahrscheinlich war er bereits ab 1155 König von Götaland und nach dem Sieg über Magnus Henriksson von ganz Schweden. 1167 wurde er von Knut Eriksson ermordet. |
|  | Kol Sverkersson († 1173)                                                                        | 1167–1173      | Haus Sverker. Sohn Sverkers I., regierte gemeinsam mit seinem Bruder Burislev. Beide beanspruchten für einige Jahre den Thron in Konkurrenz zu Knut Eriksson. |
|  | Burislev Sverkersson († 1169)                                                                   | 1167–1169      | Haus Sverker. Sohn Sverkers I. regierte gemeinsam mit seinem Bruder Kol. Beide beanspruchten für einige Jahre den Thron in Konkurrenz zu Knut Eriksson. |
|  | Knut I. (Knut Eriksson) (* um 1160; † 8. April 1196)                                            | 1167–1196      | Haus Erik. Sohn Eriks IX. Nach Thronstreitigkeiten mit den Söhnen Sverkers I. konnte er seine Macht erst 1173 festigen. Er errichtete an der Stelle des heutigen Stockholm ein Schloss als Schutz gegen die Esten. Auch das Schloss Kalmar geht auf einen durch ihn errichteten Verteidigungsturm zurück.      |
|  | Sverker II., der Jüngere (Sverker den yngre Karlsson) (* um 1160; † 17. oder 18. Juli 1210)     | 1196–1208      | Haus Sverker. Sohn Karls VII. Er wurde zum König gewählt, da Knuts Söhne noch minderjährig waren. Ab 1203 war seine Regierungszeit geprägt von Thronstreitigkeiten mit den Söhnen Knuts. 1208 verlor er schließlich die Krone an Erik X. und wurde 1210 beim Versuch, sie gewaltsam zurückzuerlangen, getötet. |
|  | Erik X. (Erik Knutsson) (* 1180; † 10. April 1216)                                              | 1208–1216      | Haus Erik. Sohn Knuts I. Mit Unterstützung Norwegens gelang es ihm 1208, Sverker II. zu stürzen. Erik war der erste schwedische König, der sich krönen ließ. |
|  | Johann I. (Johann Sverkersson) (* 1201; † 10. März 1222)                                        | 1216–1222      | Haus Sverker. Sohn Sverkers II. Er wurde nach dem Tod Eriks X. zum König gewählt. Johann führte einen erfolglosen Kreuzzug in Estland. |
|  | Erik XI., „der Lispelnde und Lahme“ (Erik läspe och halte Eriksson) (* 1216; † 2. Februar 1250) | 1222–1229      | Haus Erik. Sohn Eriks X., der mit nur sechs Jahren zum König gewählt wurde. Da er noch unmündig war, wurde Schweden von einem Rat regiert. 1229 wurde er von Knut II. abgesetzt. |
|  | Knut II. (Knut Holmgersson Långe) († 1234)                                                      | 1229–1234      | Haus Erik. Neffe Knuts I. Knut war Mitglied des Rates, der Schweden anstelle des unmündigen Erik XI. regierte. 1229 erhob er sich selbst zum König. |
|  | Erik XI., „der Lispelnde und Lahme“ (Erik läspe och halte Eriksson)                             | 1234–1250      | Nach dem Tod Knuts II. kehrte Erik auf den schwedischen Thron zurück. |

## Haus von Bjälbo
|  | Name (Lebensdaten)                                                                      | Regierungszeit | Anmerkungen |
|  | --------------------------------------------------------------------------------------- | -------------- | --- |
|  | Waldemar (Valdemar Birgersson) (* 1243; † 26. Dezember 1302)                            | 1250–1275      | Sohn Birger Jarls. Nach dem Tod Eriks XI. wurde er im Alter von sieben Jahren zum König gewählt, tatsächlich lag die Regierungsgewalt aber bis 1266 bei seinem Vater. Der Rest seiner Regierungszeit war geprägt durch Thronstreitigkeiten mit seinen Brüdern Magnus und Erik. 1275 dankte er ab.     |
|  | Magnus I. (Magnus Ladulås Birgersson) (* 1240; † 18. Dezember 1290)                     | 1275–1290      | Sohn Birger Jarls. Er entriss 1275 seinem Bruder Waldemar gewaltsam die Krone, konnte seine Macht aber erst 1280 festigen. Danach leitete er umfassende Reformen ein. |
|  | Birger (Birger Magnusson) (* 1280; † 31. Mai 1321)                                      | 1290–1318      | Sohn Magnus’ I. Bis 1302 regierte er wegen Minderjährigkeit unter Vormundschaft. Seine gesamte Regierungszeit war geprägt durch den Machtkampf mit seinen Brüdern Erik und Waldemar, der zeitweise in einen Bürgerkrieg ausartete. 1318 floh Birger nach Dänemark.                                    |
|  | Mats Kettilmundsson († 11. Mai 1326)                                                    | 1318–1319      | Reichshauptmann |
|  | Magnus II. (Magnus Eriksson) (* Frühling 1316; † 1. Dezember 1374)                      | 1319–1364      | Sohn Erik Magnussons und Enkel von Magnus I. und Haakon V. von Norwegen. Im Alter von nur drei Jahren wurde er zum König von Norwegen und Schweden gekrönt. 1355 übergab er den norwegischen Thron an seinen Sohn Håkon Magnusson. 1364 wurde er nach einem Adelsaufstand abgewählt.                  |
|  | Erik XII. (Erik Magnusson) (* 1339; † 21. Juni 1359)                                    | 1357–1359      | Sohn und Mitregent von Magnus II. Er war nach dem Tod seines Vaters als schwedischer Thronfolger vorgesehen, strebte aber bereits nach der schwedischen Krone und erreichte 1357 eine Reichsteilung zwischen ihm und seinem Vater.                                                                    |
|  | Haakon VI. (Håkon Magnusson) (* August 1340; † August oder 10. oder 11. September 1380) | 1362–1364      | Sohn und Mitregent von Magnus II. 1355 wurde er König von Norwegen, da sein Vater sein Reich auf seine Söhne aufteilen wollte. Da aber Bruder Erik Magnusson bereits 1359 starb wurde auch Håkon Mitregent seines Vaters. Er und sein Vater verloren 1364 die Herrschaft an Albrecht von Mecklenburg. |

## Mecklenburger
|  | Name (Lebensdaten)                                | Regierungszeit | Anmerkungen |
|  | ------------------------------------------------- | -------------- | --- |
|  | Albrecht von Mecklenburg (* um 1338; † März 1412) | 1364–1389      | Schwager Magnus’ II. Er wurde 1364 vom Reichsrat zum König gewählt und führte in seinen ersten acht Regierungsjahren Krieg gegen Magnus’ Anhänger. Schließlich musste er weitgehende Machtbefugnisse an den Reichsrat abtreten. Der Versuch, diese Macht zurückzuerlangen, führte 1388 zur Intervention Margarethes I., worauf 1389 Albrecht besiegt und gefangengesetzt wurde. |

## Kalmarer Union
|  | Name (Lebensdaten)                                                                 | Regierungszeit | Anmerkungen |
|  | ---------------------------------------------------------------------------------- | -------------- | --- |
|  | Margarethe I. (* Frühling 1353; † 28. Oktober 1412)                                | 1389–1412      | Seit 1375 Regentin von Dänemark und seit 1380 von Norwegen. 1388 wurde sie vom schwedischen Reichsrat zur Königin gewählt. Ihre Macht konnte sie hier aber erst 1389 nach dem Sieg über ihren Vorgänger Albrecht festigen. Ihr wichtigstes politisches Ziel war die dauerhafte Vereinigung der drei skandinavischen Reiche. |
|  | Erik XIII. (Erich von Pommern) (* ca. 1382; † 3. Mai 1459)                         | 1396–1439      | Großneffe Margarethes. 1397 wurde er offiziell zum König von Dänemark, Norwegen und Schweden gekrönt, die tatsächliche Macht lag aber bis 1412 weiterhin bei Margarethe. Erik gründete die Stadt Malmö. Der wegen des verlustreichen Krieges gegen die Hanse ausgebrochene Engelbrekt-Aufstand sowie der für Dänemark ungünstige Frieden von Vordingborg schwächten seine Position und führten 1439 zu seiner Absetzung in allen drei Reichen. |
|  | Engelbrekt Engelbrektsson (* wahrscheinlich 1390er; † 4. Mai 1436)                 | 1435–1436      | Engelbrekt führte ab 1434 den nach ihm benannten Aufstand und kontrollierte 1435 praktisch ganz Schweden, was schließlich zu seiner Ernennung zum Reichshauptmann führte. 1436 wurde er ermordet. |
|  | Karl Knutsson Bonde (* 1408 oder 1409; † 15. Mai 1470)                             | 1438–1440      | Reichsverweser und späterer König. |
|  | Christoph von Bayern (* 26. Februar 1416; † 5. Januar 1448)                        | 1441–1448      | Neffe Eriks XIII., seit 1440 König von Dänemark. Schweden und Norwegen wählten ihn aber 1441 bzw. 1442 ebenfalls zum König. |
|  | Bengt Jönsson Oxenstierna (* 1390er; † 1449 oder 1450)                             | 1448           | Reichsverweser zusammen mit seinem Bruder Nils nach dem Tod Christophs. |
|  | Nils Jönsson Oxenstierna (* 1390er; † Oktober 1450)                                | 1448           | Reichsverweser zusammen mit seinem Bruder Bengt nach dem Tod Christophs. |
|  | Karl VIII. (Karl Knutsson Bonde)                                                   | 1448–1457      | Karl wurde nach dem Tod Christophs von Bayern vom schwedischen Adel zum König gekrönt, während die Dänen ihrerseits Christian I. wählten. 1449 wurde Karl auch König von Norwegen, musste das Land aber bereits 1450 an Christian abtreten. 1457 erfolgte ein Aufstand unter der Führung von Jöns Bengtsson Oxenstierna und Erik Axelsson Tott. Karl wurde abgesetzt und ging ins Exil nach Danzig.                                            |
|  | Jöns Bengtsson Oxenstierna (* 1417; † 15. Dezember 1467)                           | 1457           | Reichsverweser gemeinsam mit Erik Axelsson Tott; Erzbischof von Uppsala. |
|  | Erik Axelsson Tott (* um 1415; † Februar oder März 1481)                           | 1457           | Reichsverweser gemeinsam mit Jöns Bengtsson Oxenstierna. |
|  | Christian I. (Christian von Oldenburg) (* Februar 1426; † 21. Mai 1481)            | 1457–1464      | Seit 1448 König von Dänemark und seit 1450 König von Norwegen. 1457 wurde er nach einem Aufstand gegen die Herrschaft Karls VIII. auch in Schweden zum König gewählt; doch ein weiterer Aufstand führte 1464 auch zu seiner Absetzung. |
|  | Kettil Karlsson Wasa (* 1433; † 11. August 1465)                                   | 1464           | Reichsverweser; Bischof von Linköping. |
|  | Karl VIII. (Karl Knutsson Bonde)                                                   | 1464–1465      | 1464 wurde Karl zum zweiten Mal zum König gekrönt aber schon nach einem halben Jahr nach Finnland verbannt. |
|  | Kettil Karlsson Wasa                                                               | 1465           | Reichsverweser |
|  | Jöns Bengtsson Oxenstierna                                                         | 1465–1466      | Reichsverweser nach dem Tod Kettil Karlsson Wasas. 1466 wurde er abgewählt und ging ins Exil nach Öland. |
|  | Erik Axelsson Tott                                                                 | 1466–1467      | Reichsverweser nach der Abwahl Jöns Bengtsson Oxenstiernas; nun ein Unterstützer Karls VIII. |
|  | Karl VIII. (Karl Knutsson Bonde)                                                   | 1467–1470      | 1467 wurde Karl VIII. zum dritten Mal schwedischer König und blieb es bis zu seinem Tod. |
|  | Sten Sture der Ältere (* um 1440; † 14. Dezember 1503)                             | 1470–1497      | Reichsverweser; Neffe Karls VIII. 1471 besiegte er in der Schlacht am Brunkeberg Christian I., der wieder die Macht in Schweden erringen wollte. 1477 wurde in Uppsala die erste schwedische Universität gegründet. 1497 musste Sten Sture zugunsten von Johann II. abdanken. |
|  | Johann II. (Hans) (* 5. Juni 1455; † 20. Februar 1513)                             | 1497–1501      | Johann war 1481 nach dem Tod seines Vaters Christian I. zum König von Dänemark und Norwegen gekrönt worden. 1497 fiel er in Schweden ein und wurde auch dort als König anerkannt, nach einer schweren militärischen Niederlage in Dithmarschen aber 1501 wieder abgesetzt. |
|  | Sten Sture der Ältere                                                              | 1501–1503      | Reichsverweser nach der Absetzung Johanns II. |
|  | Svante Sture (Svante Nilsson) (* um 1460, † 31. Dezember 1511 oder 2. Januar 1512) | 1504–1512      | Reichsverweser. Seine Amtszeit war geprägt von Auseinandersetzungen mit Johann II., der Rechtsansprüche auf die schwedische Krone geltend machte. |
|  | Erik Trolle (* ca. 1460; † 1529 oder 1530)                                         | 1512           | Reichsverweser; seine Ernennung wurde jedoch von Sten Sture dem Jüngeren angefochten. |
|  | Sten Sture der Jüngere (* 1493; † 3. Februar 1520)                                 | 1512–1520      | Reichsverweser; Sohn Svante Stures. Nach der vorläufigen Ernennung Erik Trolles konnte er sich in einem zweiten Wahlgang schließlich gegen ihn durchsetzen. 1518 konnte er Christian II., der in Schweden einmarschiert war, erfolgreich zurückschlagen. Eine zweite Invasion 1520 glückte allerdings. Sten Sture wurde während der Schlacht schwer verletzt und starb auf dem Rückzug.                                                        |
|  | Christian II., „der Tyrann“ (Kristian Tyrann) (* 1. Juli 1481; † 25. Januar 1559)  | 1520–1523      | Christian II. war seit 1513 König von Dänemark und Norwegen. Nach einem ersten gescheiterten Versuch 1518 gelang es ihm schließlich 1520 auch die schwedische Krone zu erringen. Im Stockholmer Blutbad ließ er über 80 oppositionelle Adlige hinrichten, was zum Aufstand unter Gustav Eriksson Wasa führte. |
|  | Gustav Eriksson Wasa (* 12. Mai 1496; † 29. September 1560)                        | 1521–1523      | Reichsverweser. Er führte einen Aufstand gegen Christian II. und konnte die Dänen bis 1523 fast vollständig aus Schweden vertreiben. |

## Wasa
|  | Name (Lebensdaten)                                          | Regierungszeit | Anmerkungen |
|  | ----------------------------------------------------------- | -------------- | --- |
|  | Gustav I. Wasa                                              | 1523–1560      | Mit der Königskrönung Gustav Wasas trat Schweden endgültig aus der Kalmarer Union aus. Unter seiner Herrschaft wurde der Einfluss der Hanse in Schweden zurückgedrängt und die kirchliche Reformation vorangetrieben. Oberhaupt der schwedischen Kirche war jetzt Gustav Wasa. |
|  | Erik XIV. (* 13. Dezember 1533; † 26. Februar 1577)         | 1560–1568      | Sohn Gustavs I. Erik befand sich in ständigem Streit mit seinem Bruder Johann, der als Herzog von Finnland über großen Einfluss verfügte. Seine schwache Regierungspolitik führte 1568 zu seiner Absetzung und zur Krönung Johanns. |
|  | Johann III. (* 20. Dezember 1537; † 17. November 1592)      | 1568–1592      | Sohn Gustavs I. Seine Unterstützung der katholischen Kirche und anhaltende Kriege führten zu einer Schwächung Schwedens. |
|  | Sigismund (* 20. Juni 1566; † 30. April 1632)               | 1592–1599      | Sohn Johanns III., seit 1587 zudem König von Polen und Großfürst von Litauen. Sein Onkel Karl, der die schwedische Reichsregierung führte, versuchte 1598, die Macht in Schweden an sich zu reißen. Sigismund unterlag ihm und wurde 1599 abgesetzt, gab aber seinen Thronanspruch nie auf.                                                                                               |
|  | Karl IX. (* 4. Oktober 1550; † 30. Oktober 1611)            | 1599–1611      | Sohn Gustavs I.; 1599–1604 Reichsverweser, ab 1604 König. Er führte mehrere Kriege gegen Polen, konnte aber keinen dauerhaften Sieg erringen. Ein Krieg gegen Dänemark führte 1611 zum Verlust der Stadt Kalmar. |
|  | Gustav II. Adolf (* 19. Dezember 1594; † 16. November 1632) | 1611–1632      | Sohn Karls IX. Gustav II. Adolf führte umfassende Heeresreformen durch und machte Schweden zu einer Großmacht. Erfolgreiche Kriege gegen Dänemark, Russland und Polen führten zu erheblichen Gebietsgewinnen. 1630 griff er auf protestantischer Seite in den Dreißigjährigen Krieg ein und drängte die kaiserlichen Truppen erfolgreich zurück. 1632 fiel er in der Schlacht bei Lützen. |
|  | Christina (* 17. Dezember 1626; † 19. April 1689)           | 1632–1654      | Tochter Gustavs II. Adolf. Sie kam bereits mit fünf Jahren auf den Thron und regierte bis 1644 unter der Vormundschaft des Kanzlers Axel Oxenstierna. Christina war eine bedeutende Förderin von Wissenschaft und Kunst. 1654 dankte sie auf eigenen Wunsch ab, nachdem sie zum Katholizismus konvertiert war. Ihren Lebensabend verbrachte sie in Rom.                                   |

## Pfalz-Zweibrücken-Kleeburg, eine Nebenlinie derWittelsbacher
|  | Name (Lebensdaten)                                      | Regierungszeit | Anmerkungen |
|  | ------------------------------------------------------- | -------------- | --- |
|  | Karl X. Gustav (* 8. November 1622; † 13. Februar 1660) | 1654–1660      | Enkel Karls IX. und Cousin Christinas. Er führte erfolgreich Krieg gegen Dänemark und Polen und konnte die schwedischen Ansprüche auf Livland dauerhaft festigen. Unter ihm erreichte Schweden seine größte territoriale Ausdehnung. |
|  | Karl XI. (* 4. Dezember 1655; † 15. April 1697)         | 1660–1697      | Sohn Karls X. Wegen Minderjährigkeit regierte er bis 1672 unter der Vormundschaft seiner Mutter Hedwig Eleonora von Schleswig-Holstein-Gottorf und der fünf höchsten Staatsbeamten. Eine Allianz mit Frankreich verwickelte Schweden in eine Reihe von Kriegen, in denen die schwedische Flotte schwer geschlagen wurde, die aber ansonsten für Schweden günstig ausgingen. |
|  | Karl XII. (* 27. Juni 1682; † 11. Dezember 1718)        | 1697–1718      | Sohn Karls XI. 1700 begann mit dem Überfall Dänemarks, Sachsens und Russlands auf Schweden der Große Nordische Krieg. Nach anfänglichen Siegen und Friedensschlüssen wurde das antischwedische Bündnis aber erneuert und Schweden verlor große Gebiete im Baltikum und in Finnland an Russland. 1718 starb er bei der Belagerung von Frederikshald.                         |
|  | Ulrike Eleonore (* 2. Februar 1688; † 5. Dezember 1741) | 1718–1720      | Tochter Karls XI. und Nachfolgerin ihres kinderlosen Bruders. 1720 dankte sie zugunsten ihres Gatten Friedrich von Hessen-Kassel ab. |

## Hessen-Kassel
|  | Name (Lebensdaten)                            | Regierungszeit | Anmerkungen |
|  | --------------------------------------------- | -------------- | --- |
|  | Friedrich (* 27. April 1676; † 5. April 1751) | 1720–1751      | Gatte Ulrike Eleonores. 1721 endete der Große Nordische Krieg mit erheblichen Reparationszahlungen und Gebietsabtretungen durch Schweden. 1741 folgte ein weiterer Krieg gegen Russland, den Schweden ebenfalls verlor. |

## Holstein-Gottorp
|  | Name (Lebensdaten)                                       | Regierungszeit | Anmerkungen |
|  | -------------------------------------------------------- | -------------- | --- |
|  | Adolf Friedrich (* 14. Mai 1710; † 12. Februar 1771)     | 1751–1771      | Neffe Friedrichs IV. von Schleswig-Holstein-Gottorf, dessen Frau Hedwig Sophia eine Tochter Karls XI. war. Adolf Friedrich war ein eher schwacher König, der viel Macht an den schwedischen Reichsrat verlor.                                                        |
|  | Gustav III. (* 24. Januar 1746; † 29. März 1792)         | 1771–1792      | Sohn Adolf Friedrichs. Mit militärischer Gewalt gelang es ihm 1772 die Macht des Reichsrats zu brechen und eine neue Verfassung einzuführen. 1792 starb er an den Folgen eines Attentats.                                                                            |
|  | Gustav IV. Adolf (* 1. November 1778; † 7. Februar 1837) | 1792–1809      | Sohn Gustavs III. Bis 1796 regierte er wegen Minderjährigkeit unter der Vormundschaft seines Onkels Karl. Er führte Krieg gegen Frankreich und Russland, was schließlich zum Verlust Finnlands führte. 1809 wurde er abgesetzt.                                      |
|  | Karl XIII. (* 7. Oktober 1748; † 5. Februar 1818)        | 1809–1818      | Sohn Adolf Friedrichs. 1809 wurde er Nachfolger seines abgesetzten Neffen und betrieb fortan eine frankreichfreundliche Politik. 1814 wurde er König von Norwegen, das das mit Frankreich verbündete Dänemark nach Napoleons Niederlage an Schweden abtreten musste. |

## Bernadotte
|  | Name (Lebensdaten)                                           | Regierungszeit | Anmerkungen |
|  | ------------------------------------------------------------ | -------------- | --- |
|  | Karl XIV. Johann (* 26. Januar 1763; † 8. März 1844)         | 1818–1844      | Marschall von Frankreich und Adoptivsohn Karls XIII.; König von Schweden und Norwegen. Seit 1810 war er Kronprinz und wandte sich gegen Napoléon. Seine eigentliche Regierungszeit verlief friedlich und Schweden erlebte eine kulturelle und wissenschaftliche Blüte. |
|  | Oskar I. (* 4. Juli 1799; † 8. Juli 1859)                    | 1844–1859      | Sohn Karl XIV. Johanns; König von Schweden und Norwegen. Er führte eine Reihe liberaler Reformen durch und betrieb eine antirussische Politik. |
|  | Karl XV. (* 3. Mai 1826; † 18. September 1872)               | 1859–1872      | Sohn Oskars I.; König von Schweden und Norwegen. Bis 1866 wurde durch eine Verfassungsreform ein Zweikammerparlament eingeführt. |
|  | Oskar II. (* 21. Januar 1829; † 8. Dezember 1907)            | 1872–1907      | Sohn Oskars I.; König von Schweden und Norwegen. Er führte eine sehr deutschfreundliche Politik. 1905 kündigte Norwegen die Personalunion auf. |
|  | Gustav V. (* 16. Juni 1858; † 29. Oktober 1950)              | 1907–1950      | Sohn Oskars II. Nach dem Ersten Weltkrieg wurde Schweden de facto zu einer parlamentarischen Monarchie. |
|  | Gustav VI. Adolf (* 11. November 1882; † 15. September 1973) | 1950–1973      | Sohn Gustavs V. |
|  | Carl XVI. Gustaf (* 30. April 1946)                          | seit 1973      | Enkel Gustavs VI. Eine neue Verfassung bestätigte Schweden Staatsform als parlamentarische Monarchie. Ein neues Thronfolgegesetz machte seine Tochter Victoria zur Thronfolgerin. Seine Amtszeit ist die bisher längste aller schwedischen Könige.                     |